# 明解一般常識事典 (チェコ)

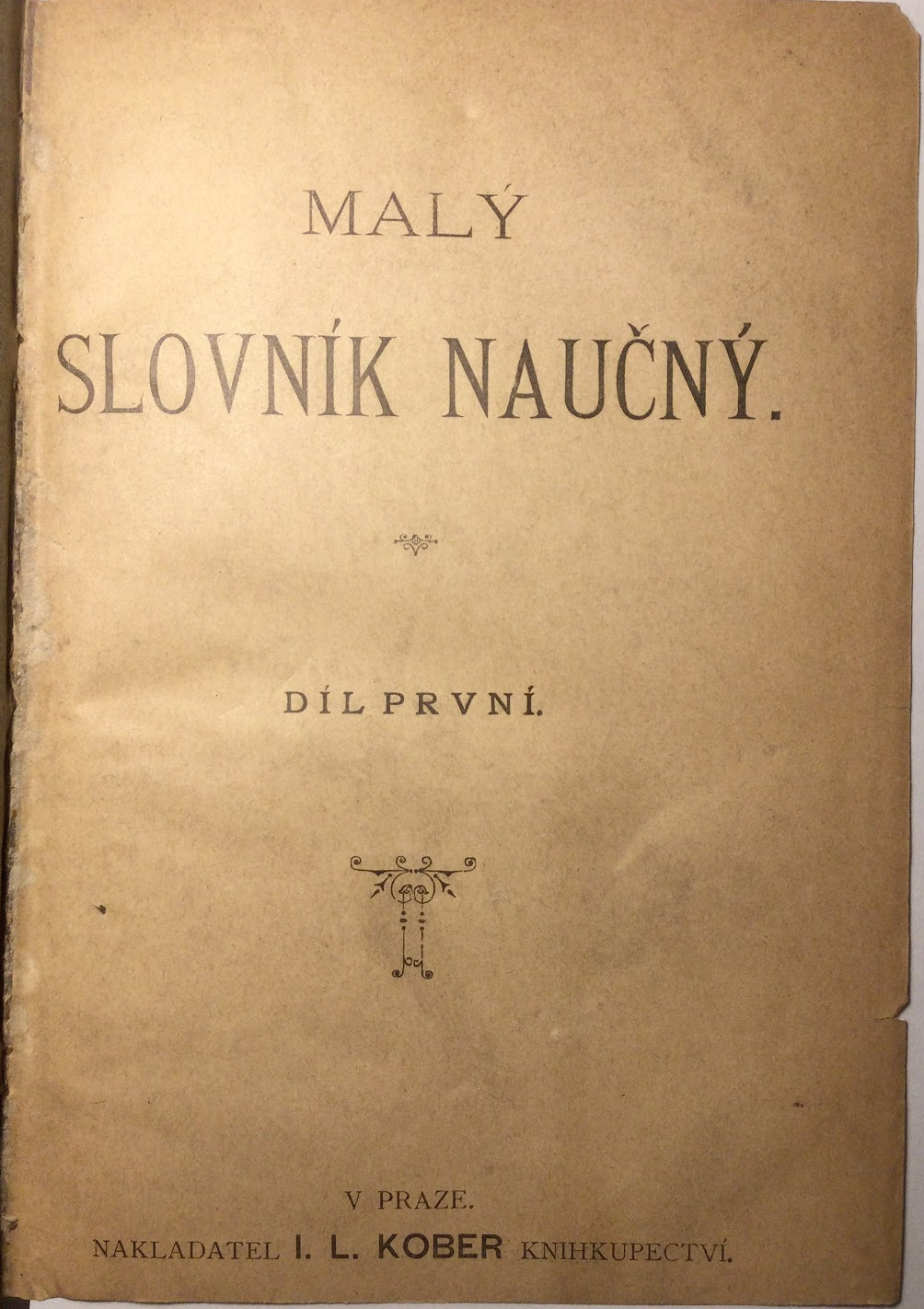
第2巻の表紙

『明解一般常識事典』（めいかいいっぱんじょうしきじてん、チェコ語: Stručný všeobecný slovník věcný、「学習小事典」〈がくしゅうしょうじてん、チェコ語: Malý slovník naučný〉とも呼ばれる）は、1874年から1885年にかけて刊行された、チェコで2番目の百科事典である。
この事典は『リーゲル学習百科事典』に基づいて作られている。これら2つの事典はヤクブ・マリーが編集長を務めていた。『明解一般常識事典』の刊行は、『リーゲル学習百科事典』の最終巻発行と同じ年（1874年）に始まった。いずれもイグニャック・レオポルド・コバーが出版を行った。
『明解一般常識事典』は、その多くの項目が『リーゲル学習百科事典』から引用されている。しかし、解説文が簡潔になっており、専門分野の項目のバランスが整えられ、新しい情報が多く追加されている点で異なる。また、各巻の巻末には短い補遺が付属する。
1884年、編集長のヤクブ・マリーは『明解一般常識事典』の最終巻が出版される直前に、『オットー百科事典』の編集長に就任した。彼は1885年に亡くなるまで編集長を務め、彼の後任はトマーシュ・マサリクが務めた。

## 構成
|   | 項目                | ページ数 | 刊行年 |
| - | ------------------- | -------- | ------ |
| 1 | A - Bzenec          | 781      | 1874   |
| 2 | C - Ezzelino        | 759      | 1875   |
| 3 | F - Chyžice         | 763      | 1877   |
| 4 | I - Mže             | 832      | 1879   |
| 5 | N - Quousque tandem | 663      | 1880   |
| 6 | R - Szujski         | 830      | 1881   |
| 7 | Š - Župan           | 712      | 1882   |
| 8 | 補遺                | 936      | 1884   |
| 9 | 索引                | 284      | 1885   |